# Eraclio di Cesarea
Eraclio di Cesarea (Alvernia, 1128 circa – 1190/1191) fu un prelato della Chiesa cattolica in Outremer nel XII secolo.

## Biografia
Eraclio era di umili origini, proveniva dal Gévaudan o dall'Alvernia, in Francia.
Come il suo futuro rivale Guglielmo di Tiro egli studiò diritto all'Università di Bologna: tra i suoi contemporanei ed amici vi erano Stefano di Tournai e Graziano.
Egli arrivò nel Regno di Gerusalemme prima del 1168, quando compare per la prima volta come magister Eraclio, testimone su atti riguardanti il Patriarcato.
Egli fu nominato arcidiacono di Gerusalemme nel 1169; in questa veste egli tentò di persuadere Papa Alessandro III a restaurare Gilbert d'Aissailly come Gran maestro dei Cavalieri Ospitalieri, non ebbe successo ma lo stesso Papa lo elogiò per la sua presentazione del caso.
Nel 1175 egli era già arcivescovo di Cesarea (mentre Guglielmo era Arcivescovo di Tiro).
Come arcivescovi, Eraclio e Guglielmo presenziarono al Terzo concilio lateranense nel 1179.

### La nomina a Patriarca e l'ostilità di Guglielmo di Tiro
Il patriarca Amalrico di Nesle morì il 6 ottobre 1180. Guglielmo si considerava il più probabile candidato per il Patriarcato di Gerusalemme, ma il re Baldovino IV, come era stato fatto nelle precedenti elezioni del 1157, delegò la scelta a sua madre Agnese di Courtenay, Signora di Sidone, ed alle nobildonne del seguito di lei.
Invece di Guglielmo, che le era apertamente ostile, Agnese ed il suo comitato scelsero Eraclio.
Secondo alcuni autori furono invece le manovre politiche della regina madre Agnese de Courtenay, che voleva nominare il suo favorito Eraclio, ed avrebbe insistito presso suo figlio fino ad ottenerne il consenso.
La maggior parte delle informazioni sul conto di Eraclio provengono dal suo rivale Guglielmo e dalla Continuazione in francese antico della sua cronaca (risalente al XIII secolo e da alcuni attribuita ad Ernoul), dove Eraclio è spesso descritto come un patriarca corrotto, scelto per ragioni tutt'altro che spirituali.
Egli fu accusato di aver ottenuto la nomina perché era l'amante di Agnese, ma questo potrebbe riflettere nient'altro che la malevolenza dello sconfitto partito dei suoi opponenti.
Egli visse apertamente con la vedova di un commerciante di stoffe di Nablus, Pasque de Riveri, che veniva chiamata "Madame la Patriarchesse" e dalla quale ebbe almeno una figlia; tuttavia il concubinato del clero non era affatto raro nel XII secolo.
È palesemente falso quanto si afferma nella Continuazione in francese antico secondo la quale egli scomunicò Guglielmo nel 1183, costringendolo a lasciare il regno per cercare l'aiuto del Papa a Roma dove Eraclio avrebbe organizzato il suo avvelenamento.
Nessun cronachista occidentale registra quello che, se fosse realmente accaduto, sarebbe stato un grande scandalo in ambito ecclesiastico.
Guglielmo non morì prima del 1185 o 1186, e continuò a svolgere i suoi compiti di arcivescovo fino alla fine.

### Il viaggio in Europa
Nel 1184 Eraclio, insieme a Roger de Moulins, Gran Maestro dei Cavalieri Ospitalieri, ed Arnau de Torroja, Gran Maestro dei Cavalieri templari, si recò in Europa per chiedere aiuto a risolvere l'incombente crisi di successione nel regno.
Essi portarono con loro le chiavi della città di Gerusalemme, della Santo Sepolcro e della Torre di Davide, insieme ad altri cimeli.
La missione andò in Italia (Arnau de Torroja morì a Verona), poi in Francia ed Inghilterra;
qui essi ebbero vari incontri con Enrico II inizialmente a Reading, successivamente a Londra (dove Eraclio consacrò la chiesa del nuovo priorato e quartier generale degli Ospitalieri a Clerkenwell).
In seguito il re li accompagnò in missione in Francia, dove si tenne un ulteriore incontro, ai primi dimaggio, con Filippo II e qui fu concordato l'invio sia di uomini che di denaro in Terra santa.
Questo non soddisfece Eraclio, che aveva sperato di riportare indietro con sé Enrico stesso o uno dei suoi figli.
Enrico aveva promesso di partecipare alle crociate anni prima, dopo l'assassinio di Tommaso Becket; Eraclio gli rammentò del voto e quando Enrico decise di restare a casa, dichiarò che egli ed i suoi figli appartenevano al diavolo.
Mentre era in Inghilterra, Eraclio consacrò la Chiesa del Tempio di Londra, il quartier generale inglese dei Cavalieri Templari; per tale atto, forse, egli è meglio ricordato in Inghilterra oggi.
Il cronachista Radulfus Niger riporta che nella sua missione Eraclio offrì il Regno di Gerusalemme a Filippo II di Francia ed Enrico II d'Inghilterra (che rifiutarono entrambi) e ad ogni altro principe che incontrò.
Radulfus afferma che l'enorme seguito di Eraclio e l'opulenza degli abiti offesero la sensibilità di molti occidentali, che ritenevano che non fossero confacenti per un patriarca; certo se l'oriente era così ricco non aveva bisogno di aiuti dall'occidente.
È tuttavia possibile che essi non conoscessero lo stile bizantino nel vestire, seguito dalla corte di Gerusalemme da quando Amalrico I aveva sposato Maria Comnena.
Altri cronachisti, Pierre de Blois, Giraldus Cambrensis, Herbert di Bosham e Rigord, furono maggiormente impressionati dalle qualità spirituali del Patriarca, descrivendolo con frasi come "vir sanctus et prudens", "vir sanctus" e "vitae sanctitatae non inferior".

### Il regno di Guido di Lusignano e la caduta di Gerusalemme
Eraclio tornò a Gerusalemme alla fine del 1185.
Baldovino IV nel frattempo era morto e gli era succeduto al trono come re il suo giovane nipote, Baldovino V; il ragazzo re morì nell'estate 1186.
La corona passò a sua madre Sibilla il cui marito, Guido di Lusignano, arrivato relativamente di recente nel regno, era però largamente sgradito alla nobiltà.
Fu convenuto che Sibilla sarebbe stata incoronata solo dopo aver divorziato da Guido, in cambio lei avrebbe scelto da sola il suo nuovo marito, con l'intesa che questi sarebbe divenuto re.
Eraclio la incoronò.
Tra lo stupore della nobiltà riunita lei prese la corona e la pose sulla testa di Guido, con le parole (come riportato da Ruggero di Hoveden), "Io scelgo te come re e mio signore e signore della terra di Gerusalemme, perché coloro che Dio ha unito nessun uomo può separare.". Nessuno osò obiettare, ed Eraclio unse Guido re di Gerusalemme.
Nel 1187, quando Guido mosse con le sue forze contro Saladino, che aveva invaso il regno, chiese ad Eraclio di accompagnarlo alla testa dell'esercito con la reliquia della Vera Croce;
poiché Eraclio era malato, il vescovo di San Giovanni d'Acri prese il suo posto.
Nonostante la reliquia, il 4 luglio alla Battaglia di Hattin, Saladino inflisse loro sconfitta che compromise le capacità di difesa del regno, il re fu catturato.
La relazione di Eraclio sulla battaglia e sulle sue immediate conseguenze, inviata a Papa Urbano III, è giunta fino a noi; secondo la Cronaca di Ernoul "Papa Urbano, che si trovava a Ferrara, morì dal dispiacere quando udì la notizia".
Nella lettera egli scrisse che, senza aiuti esterni, sia Gerusalemme che Tiro sarebbero cadute entro sei mesi.

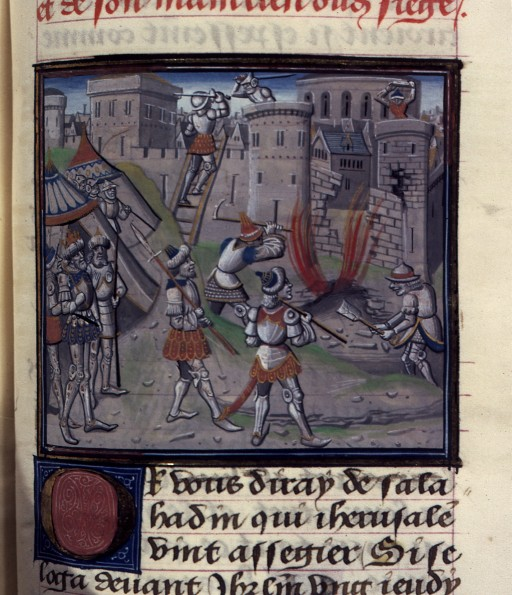
Assedio di Gerusalemme (1187).
Miniatura del XV secolo.

A Gerusalemme Eraclio esortò Baliano di Ibelin a guidare la difesa della città contro Saladino.
Egli ordinò di spogliare dell'argento le edicole nella Basilica del Santo Sepolcro per coniare monete con le quali pagare i difensori della città.
Ciononostante Gerusalemme fu costretta a capitolare il 2 ottobre.
Fu Eraclio che consigliò a Baliano di venire a patti, piuttosto che combattere fino alla morte, il che, egli sostenne, avrebbe condannato le donne ed i bambini della città alla schiavitù ed alla conversione forzata.
Eraclio aiutò Baliano a negoziare la resa con Saladino, che gli consentì di lasciare la città illeso insieme alla maggior parte degli altri cristiani.
Insieme a Baliano organizzò e contribuì alla raccolta di 30.000 bisanti, con i quali fu pagato il riscatto di circa 18.000 dei cittadini più poveri, ma rimase da pagare il riscatto per altre 15.000 persone.
Eraclio e Baliano si offrirono in ostaggio al loro posto, ma Saladino rifiutò, e così questi rimanenti cittadini furono ridotti in schiavitù.
I due uomini guidarono l'ultimo gruppo di profughi fuori della città alla fine dei 40 giorni del periodo dei riscatti (metà-fine novembre).
Il segretario di Saladino, Imad al-Din al-Isfahani, sostenne che Eraclio si appropriò dei reliquiari d'oro delle chiese sul Monte del Tempio e portò via carrettate di tesori con lui.
Tuttavia, nessuno scrittore cristiano sollevò accuse simili contro di lui.
Dopo la conquista musulmana le chiese in questione furono riconvertite in moschee: è probabile che gli fu permesso di rimuovere gli arredi cristiani che altrimenti sarebbero stati distrutti.
Non si trattò di patrimonio personale.
Dopo la conquista di Gerusalemme, Eraclio cercò rifugio in Antiochia, insieme alla regina.
In seguito prese parte all'Assedio di San Giovanni d'Acri, dove il suo arrivo rincuorò l'esercito.
Come tanti altri, morì di malattia durante la Terza crociata nell'inverno 1190-1191.

## Finzione
Ad oggi, le rappresentazioni romanzesche di Eraclio derivano tutte dalla negativa raffigurazione nella Continuazione in francese antico di Guglielmo di Tiro: come in Nathan il saggio di Gotthold Ephraim Lessing, Król trędowaty (Il re lebbroso) di Zofia Kossak Szczucka, El unicornio di Manuel Mujica Lainez e Knights of Dark Renown di Graham Shelby.
Nell'interpretazione di Jon Finch nel film del 2005 Le crociate - Kingdom of Heaven è rappresentato in modo macchiettistico come un personaggio vile e mediocre, privo di alcun ruolo nella difesa della Città Santa; nella director's cut Baldovino IV rifiuta l'eucaristia da lui.